# Серкізів
Се́ркізів — село в Україні, у Турійській селищній громаді Ковельського району Волинської області. Населення становить 36 осіб. Розташоване за 27 км від центру громади та залізничної станції Турійськ, через село проходить автошлях Т 0311 Седлище—Горохів. У селі 1 вулиця і 18 дворів. Село газифіковане.

## Історія
Вперше село згадується після Люблінської унії 1569 року. Тоді село входило до Новодвірської волості, Володимирського повіту, Волинської губернії. У XVII столітті Серкізів отримує статус міста. Був господарський ринок. Станом на 1 січня 1906 року в Серкізові нараховувалось 12 будинків та проживав 81 житель. Відомо що через село проходила вузькоколійка Озютичі — Туличів, але після ІІ світової війни її розібрали, ще й зараз можна побачити на околицях села шпали, а біля струмка є декілька дерев'яних опор які стоять у воді вже майже 80 років. Станом на 1 січня 2000 року в селі нараховується 22 будинки та проживає 44 жителі.
12 червня 2020 року, відповідно до розпорядження Кабінету Міністрів України № 708-р «Про визначення адміністративних центрів та затвердження територій територіальних громад Волинської області», увійшло до складу Турійської селищної територіальної громади.
19 липня 2020 року, в результаті адміністративно-територіальної реформи та ліквідації Турійського району, село увійшло до новоутвореного Ковельського району. 

## Населення
Згідно з переписом УРСР 1989 року чисельність наявного населення села становила 55 осіб, з яких 28 чоловіків та 27 жінок.
За переписом населення України 2001 року в селі мешкало 45 осіб. 100 % населення вказало своєю рідною мовою українську мову.

## Галерея

Старенька верба
Вид на с.Серкізів
Захід сноця у с.Серкізів
Вид на с.Серкізів з дороги
Хмари у с.Серкізів
Вечір біля с.Серкізів
Вечірній ставок біля с.Серкізів
Захід сонця над водою біля с.Серкізів
В'їзд у с.Серкізів
Ставок у Серкізіві